# Barry Mazur

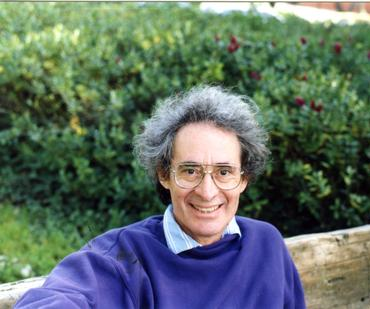
Barry Mazur.

Barry Mazur (Nueva York, 9 de diciembre de 1937) es un profesor de matemáticas en la Universidad Harvard.
Mazur nació en Nueva York, y concurrió al Bronx High School of Science y el MIT, a pesar de que no logró graduarse en el MIT por no cumplir con un requerimiento de realizar un curso de entrenamiento militar de reservistas (ROTC) existente en esa época. Aun así, fue aceptado en la escuela de graduados y obtiene su grado de Ph.D. de la Universidad de Princeton en 1959, siendo Junior Fellow en la Universidad Harvard entre 1961 y 1964. Actualmente ocupa la cátedra de profesor Gerhard Gade en la Universidad Harvard. En 1982 fue elegido miembro de la Academia Nacional de Ciencias de EE. UU. Mazur ha recibido el Premio Veblen en geometría y el Premio Cole en teoría de números de la Sociedad Norteamericana de Matemáticas.
Sus trabajos iniciales fueron en el área de topología geométrica. Influenciado por el enfoque de Alexander Grothendieck a la geometría algebraica, luego trabaja en temas de geometría diofantina. El teorema de torsión de Mazur, que da una lista completa de los posible subgrupos de torsión de las curvas elípticas sobre los números racionales, es un resultado profundo e importante en la aritmética de las curvas elípticas. La primera demostración de Mazur de este teorema requirió un análisis completo de los puntos racionales de unas ciertas curvas modulares. Esta prueba se incluyó en su trabajo de seminario "Curvas modulares y el ideal de Eisenstein". 
Las ideas de este trabajo y la noción creada por Mazur de deformaciones de Galois, formaron parte de las herramientas básicas que permitieron que Andrew Wiles resolviera con éxito el último teorema de Fermat. Mazur y Wiles habían trabajado previamente juntos en la conjetura principal de la teoría de Iwasawa.
En un trabajo titulado, Number Theory as Gadfly, Mazur describe la teoría de números como un campo que [cita requerida]

produce, sin esfuerzo, innumerable problemas que poseen un aire dulce e inocente, flores que tientan; y sin embargo... la teoría de números esta llena de insectos, que acechan y esperan para picar a los amantes de las flores, los que una vez picados son inspirados para realizar esfuerzos inimaginables!

En su libro Imagining Numbers publicado en el 2003 intenta acercar el mundo de la matemáticas y la imaginación a un público general. La versión en español, titulada Números imaginados (en especial la raíz cuadrada de –15), fue publicada en 2008 por Libraria en la colección QED.